# Analisador lógico

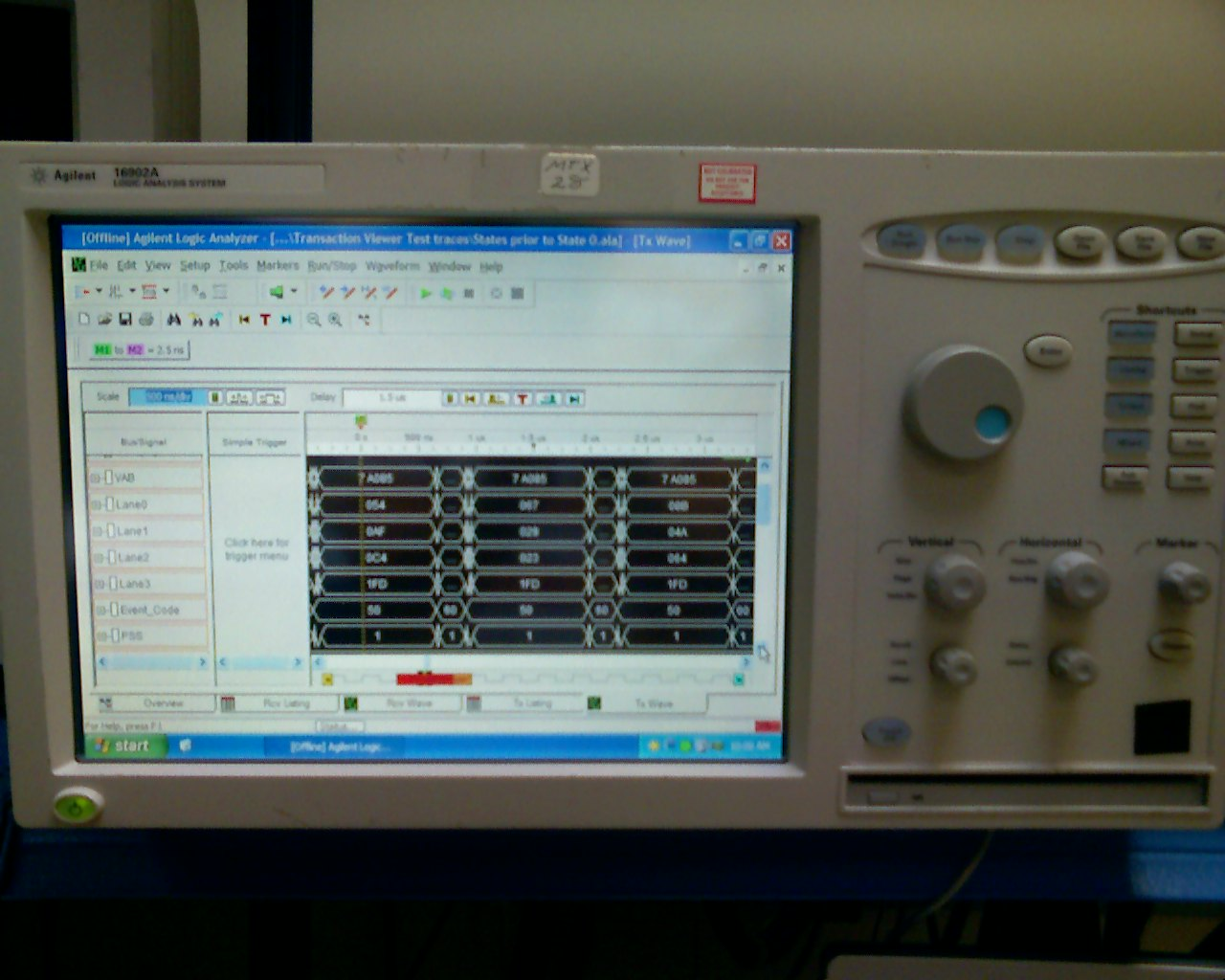
Analisador lógico

Um analisador lógico é um instrumento eletrônico que captura e exibe vários sinais de um sistema ou circuito digital. Um analisador lógico pode converter os dados capturados em diagramas de tempo, decodificações de protocolo, rastreamentos de máquina de estado, linguagem de montagem ou pode correlacionar a montagem com o software de nível de origem. Os analisadores lógicos têm recursos de disparo avançados e são úteis quando um usuário precisa ver as relações de tempo entre muitos sinais em um sistema digital.

## História
À medida que a computação digital e os circuitos integrados surgiram na década de 1960, novos e difíceis problemas começaram a surgir, problemas que os osciloscópios tinham dificuldade em lidar. Pela primeira vez na história da computação, tornou-se essencial visualizar simultaneamente um grande número de sinais. As primeiras soluções tentaram combinar o hardware de vários osciloscópios em um único pacote, mas a desordem da tela, a falta de interpretação de dados definida, bem como as restrições de sondagem tornaram essa solução apenas marginalmente utilizável.
O HP 5000A Logic Analyzer, apresentado na edição de outubro de 1973 do Hewlett-Packard Journal, foi provavelmente o primeiro instrumento disponível comercialmente a ser chamado de "Logic Analyzer". No entanto, o HP 5000A era limitado a dois canais e apresentava informações por meio de duas fileiras de 32 LEDs. O primeiro instrumento verdadeiramente paralelo foi o HP 1601L de doze canais, era um plug-in para mainframes de osciloscópios da série HP 180 e usava a tela do osciloscópio para apresentar dezesseis linhas de palavras de doze bits como 1s e 0s. Foi introduzido no Hewlett-Packard Journal de janeiro de 1974.